# Bristol (Maine)
Bristol – miasto w Stanach Zjednoczonych, w stanie Maine, w hrabstwie Lincoln.